# Citation
(Sunny Jim Fitzsimmons)
Citation (11 aprile 1945 - 8 agosto 1970) è stato un cavallo di razza purosangue inglese, campione negli Stati Uniti d'America.
Nel 1948 diventò l'ottavo campione della Triple Crown of Thoroughbred Racing americana rimanendo imbattuto fino al 1973, anno in cui Secretariat si aggiudicò il prestigioso premio. Nella classifica dei 100 migliori cavalli da corsa americani del XX secolo è posizionato al n. 3 e il suo soprannome era "The Big Cy" (il grande Cy). Nel 1951 fu il primo cavallo da corsa nella storia americana a superare il milione di dollari di vincite in montepremi.

## La storia

### Secondo anno d'età
Citation vinse la sua prima corsa al suo debutto sulle piste il 22 aprile 1947 a soli due anni di età partecipando alla Havre de Grace Handicap a Havre de Grace (Maryland) e vincendola di quattro lunghezze e mezzo. Successivamente, stabilì un record di pista con la sua seconda gara all'Arlington Park, gara ippica che si tiene nella città di Chicago (Illinois), distanziando i suoi avversari di cinque lunghezze. Nello stesso anno, vinse in tutto un montepremi di 155.680 dollari vincendo otto delle nove gare alle quali partecipò.
L'unica gara che perse la disputò concorrendo contro la sorella Bewitch al Washington Park Race Track di Woodlawn (Contea di Jefferson, Illinois), corsa che la puledra vinse di sei lunghezze. L'8 novembre del 1947 al Pimlico Futurity di Laurel (Maryland), Citation vinse l'ultima gara per quell'anno e venne anche insignito del premio come Cavallo dell'anno 1947 di due anni d'età per venire successivamente ritirato per un periodo di riposo di due mesi, fino all'anno successivo.
Nel mese di gennaio del 1948, Citation gareggiò di nuovo e il 2 febbraio dello stesso anno corse la Ground Hog Purse, gara che si tiene ad Hialeah, Contea di Miami-Dade (Florida) che ha un montepremi al vincitore di 5.000 dollari, vincendola. Nonostante la gara fosse riservata a cavalli dai tre anni d'età in poi, Citation venne iscritto ugualmente dato che avrebbe compiuto tre anni appena due mesi più tardi, e inoltre tagliò il traguardo stabilendo un record di 1:10 sui 2/5 di pista.

### Terzo anno d'età
Al terzo anno d'età, Citation partecipò ad una gara all'Hialeah Park Race Track in Hialeah, nella Contea di Miami-Dade nello stato della Florida (Stati Uniti d'America), vincendola di sei lunghezze e gareggiando contro Armed che era stato votato campione maschile dell'anno di più di tre anni d'età sia nel 1947 che nel 1948. Entrambi gareggiarono successivamente alla Seminole Handicap in Seminole (Florida) e di nuovo, Citation batté il suo avversario di una lunghezza.
Citation si piazzò primo anche alla Flamingo Stakes e alla Everglades Stakes, gare corse entrambe all'Hialeah Park Race Track.
Il 5 marzo del 1948 Albert Snider, fantino ufficiale del cavallo, morì annegando in seguito ad un incidente di pesca alle Everglades (Florida) e da quel momento, venne sostituito da Eddie Arcaro.

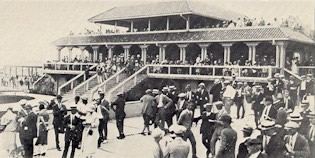
Circuito dell'Hialeah Park Race Track - Hialeah, Contea di Miami-Dade(Florida)

Il nuovo fantino, intimorito dal tirare fuori le potenzialità del giovane cavallo, decise di non spronare Citation in una pista resa fangosa da alcuni giorni di pioggia, il 12 aprile dello stesso anno, e nella prima gara in cui partecipò come pilota regolare, attraversò il traguardo al Chesapeake Trial Stakes in seconda posizione, alle spalle di Saggy. Questa sconfitta fu presto dimenticata, dato che la gara successiva al Stakes Chesapeake, venne vinta di quattro lunghezze e mezzo, anticipando proprio Saggy di ben undici lunghezze.

## Triple Crown

### Kentucky Derby
Dopo la vittoria al Churchill Downs di Louisville (Kentucky), solamente i proprietari di quattro scuderie furono abbastanza coraggiosi da iscrivere i loro cavalli a sfidare il campione delle scuderie Calumet. Oltre a lui, un altro cavallo di nome Coaltown era il favorito per portarsi a casa la vittoria del Kentucky Derby e il giro di scommesse che girò sulla vittoria della gara di Coaltown si fece subito alto, ma appena i due puledri furono messi a confronto, il tono delle scommesse ai botteghini cambiò radicalmente. Il 1º maggio del 1948 infatti, a metà del miglio della gara Coaltown si trovava in vantaggio di sei lunghezze, ma Citation con Eddie Arcaro al meglio della preparazione e ormai consapevole di cavalcare un vero campione, allungò il galoppo superandolo e battendolo di tre lunghezze e mezzo, portandolo alla vittoria.

### Preakness Stakes
Alla seconda gara al Pimlico Race Course in Baltimora (Maryland), il cavallo vinse in maniera impressionante anche il Preakness Stakes il 15 maggio del 1948, battendo il favorito Vulcan's Forge di ben cinque lunghezze e mezzo. Due settimane dopo avrebbe partecipato alla competizione che gli avrebbe dato la vittoria della prestigiosa Triple Crown.

### Belmont Stakes
Nella terza gara al Belmont Park in Elmont, New York che si tenne il 12 giugno del 1948, Citation vinse senza problemi di otto lunghezze rispetto ai suoi avversari, battendo il record di 2:28:20 ed eguagliando il tempo di Count Fleet, vincitore della Triple Crown nel 1943. Questa vittoria lo fece diventare l'ottavo vincitore della Triple Crown americana.

## Gare successive
L'estate del 1948, Citation la trascorse a Chicago dove gareggiò il 5 luglio nella Chicago's Stars and Stripes Handicap. In questa competizione subì una ferita sul fianco, ma dopo solo un paio di settimane di cure, ritornò sulle piste in perfetta forma e venne trasferito a New York.
Il 28 agosto dello stesso anno si aggiudicò l'American Derby all'Arlington Park in Arlington Heights (Illinois).
Il 29 settembre vinse la Synonby Mile al Belmont Park battendo First Flight e il suo nemico di sempre Coaltown. Tre giorni dopo, il 2 ottobre vinse la Jockey Club Gold Cup, sempre al Belmont Park, piazzandosi davanti al favorito Phalanx di ben sette lunghezze. Il 16 ottobre del 1948 vinse la Empire City Gold Cup al Belmont Parke il 29 dello stesso mese il Pimlico Special a Pimlico. Successivamente, si aggiudicò la Tanforan Handicap l'11 dicembre, battendo il record di pista di quest'ultima gara.
Il cavallo concluse la sua stagione di corse in due anni conseguendo 27 vittorie consecutive e nessuna sconfitta.
Dopo queste vittorie, di nuovo ci fu una sorta di paura a far gareggiare qualsiasi altro cavallo contro il fuoriclasse e successivamente, si aggiudicò nuovamente il titolo di Cavallo dell'anno 1948, stavolta sia nella categoria dei tre anni d'età, che nella categoria campione maschile.
Nel 1949 il suo allenatore Jimmy Jones decise di ritirarlo a causa di un dolore persistente che il cavallo soffriva all'anteriore sinistro. Venne ritirato dai circuiti ippici per un periodo di riposo con la convinzione che non si sarebbe più ripreso in maniera completa da poter affrontare altre gare.
L'11 gennaio del 1950 però, Citation smentì le aspettative partecipando alla prestigiosa Santa Anita Handicap, competizione che si tiene al Santa Anita Park in Arcadia (California) arrivando secondo di una lunghezza e un quarto, alle spalle quello che sarebbe stato il suo più grande rivale: Noor, cavallo appartenente al magnate dell'automobilismo Charles S. Howard molto rinomato in California.
Nelle gare successive, Citation si ritrovò a combattere diverse volte contro Noor. Le gare che i due animali corsero l'uno contro l'altro divennero dei veri e propri duelli, tanto da stabilire entrambi diversi record del mondo ad ogni competizione nella quale si scontravano. Citation vinse la Golden Gate Mile, stabilendo un record mondiale tagliando il traguardo a 1:33 sui 3/5, record che venne successivamente battuto nel 1966, mentre Noor stabilì un nuovo record del mondo di 2:52 sui 4/5 di un miglio e tre quarti, alla San Juan Capistrano Handicap, gara in cui Citation si piazzò alle sue spalle.
Dopo questi strabilianti risultati, Citation alla fine della stagione agonistica, corse un totale di nove gare, vincendone due, finendo dietro Noor per sei volte e piazzandosi secondo, dietro ad un altro campione di nome Roman Inn.
Nel luglio del 1951, il cavallo partecipò alla Hollywood Gold Cup dove in palio vi era un montepremi di 100.000 dollari. Citation vinse la gara diventando il primo cavallo da corsa americano a superare il milione di dollari di vincite, venendo poi ritirato poco dopo quest'ultima gara.

## Generazione di campioni
All'inizio del 1952, Citation venne ritirato dalle competizioni e portato alle scuderie Calumet. Come tutti i grandi campioni, generò diversi altri fuoriclasse, quasi del suo stesso calibro. Tra i puledri nati durante la sua messa al prato, si annoverano Silver Spoon, cavalla che venne inserita nella Hall of fame dei cavalli da corsa degli Stati Uniti nel 1978 e Fabius, vincitore della Preakness Stakes nel 1956. Citation venne inserito nella Hall of fame dei cavalli da corsa degli Stati Uniti nel 1959 e morì alla veneranda età di 25 anni l'8 agosto del 1970 nelle scuderie Calumet.

## Maggiori gare vinte

### 1947: all'età di due anni
- Elementary Stakes
- Belmont Futurity
- Pimlico Futurity

### 1948: all'età di tre anni
- Triple Crown:
  - Kentucky Derby
  - Preakness Stakes
  - Belmont Stakes
- Derby Trial
- Seminole Handicap
- Everglades Handicap
- Flamingo Stakes
- Chesapeake Stakes
- Jersey Stakes
- Stars and Stripes Handicap
- American Derby
- Sysonby Mile
- Jockey Club Gold Cup
- Pimlico Special
- Tanforan Handicap

### 1950: all'età di cinque anni
- Golden Gate Mile Handicap
- Hollywood Gold Cup
- San Francisco Breeders' Cup Mile

### 1951: all'età di sei anni
- Century Handicap
- American Handicap
- Hollywood Gold Cup

## Premi speciali
- Cavallo dell'anno Stati Uniti (due anni d'età 1947)
- Cavallo dell'anno Stati Uniti (tre anni d'età 1948)
- Campione maschio gare ippiche Stati Uniti (1948)

## Riconoscimenti e onorificenze
- Hall of fame dei cavalli da corsa Stati Uniti (1959)[14]
- Classifica dei 100 migliori cavalli da corsa americani del XX secolo (posizione n. 3)[4]
- Statua in bronzo scala 1:1 all'Hialeah Park in Hialeah (Florida)
- Citation Handicap all'Hollywood Park Racetrack in Inglewood (California), gara ippica istituita in suo onore

## Record e montepremi vinti
| Anno   | Età | Partenze | 1ª posizione | 2ª posizione | 3ª posizione | Montepremi  |
| 1947   | 2   | 9        | 8            | 1            | -            | $155,680    |
| 1948   | 3   | 20       | 19           | 1            | -            | $709,470    |
| 1950   | 5   | 9        | 2            | 7            | -            | $73,480     |
| 1951   | 6   | 7        | 3            | 2            | 1            | $147,130    |
| Totale |     | 45       | 32           | 10           | 2            | $1,085,760. |

## Pedigree
Pedigree di Citation:
| Padre Bull Lea (1935)   | Nonno Bull Dog (1927)    | - Teddy (1913) - Plucky Liege (1912)  |
| Padre Bull Lea (1935)   | Nonna Rose Leaves (1916) | - Ballot (1904) - Colonial (1897)     |
| Madre Hydroplane (1938) | Nonno Hyperion (1930)    | - Gainsborough (1915) - Selene (1919) |
| Madre Hydroplane (1938) | Nonna Toboggan (1925)    | - Hurry On (1913) - Glacier (1907)    |

## Citation nella cultura di massa

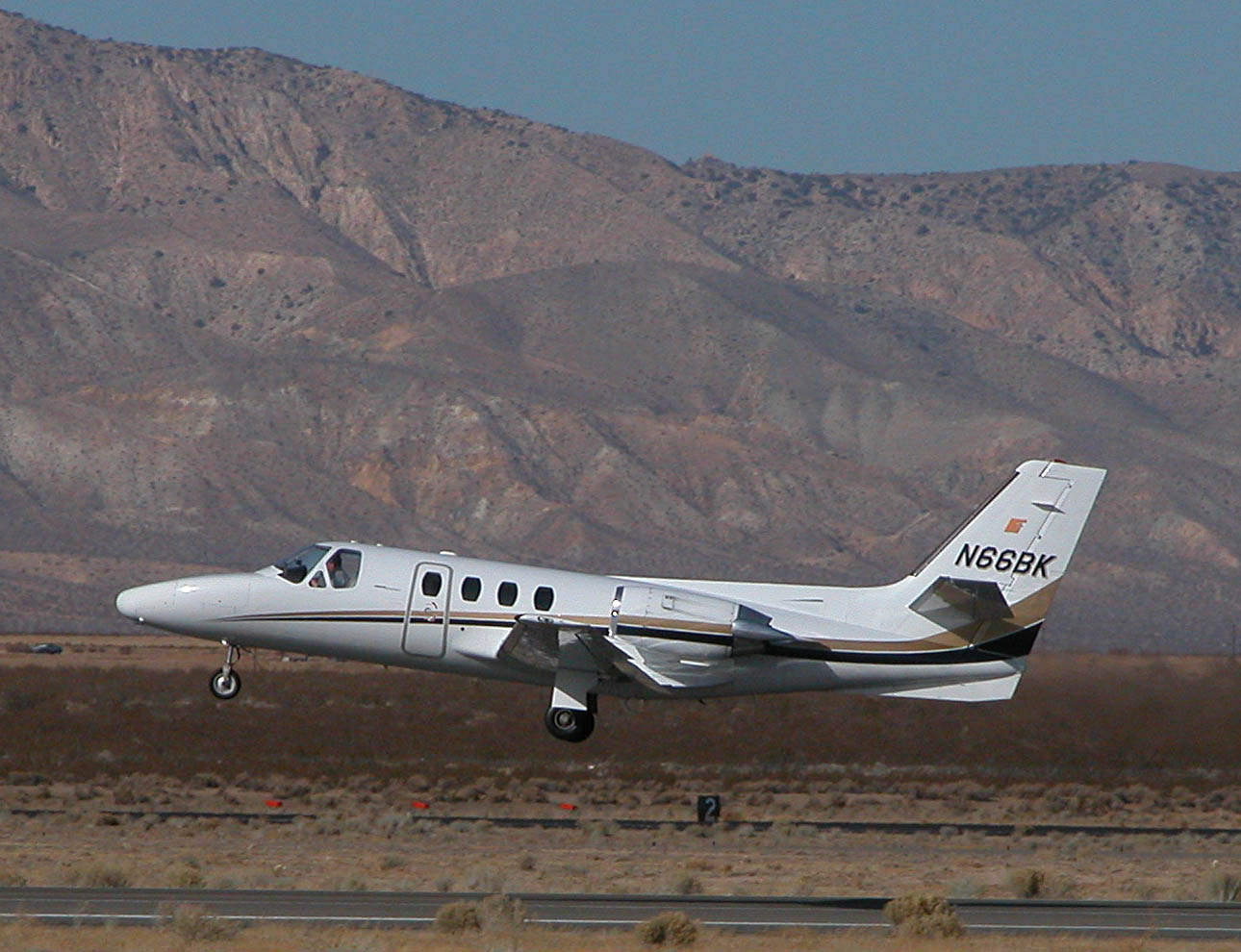
Il Cessna Citation I, modello 501 che prende il nome proprio dal campione statunitense

Dwane Wallace, presidente della Cessna Aircraft nel 1934 diede il nome alla linea Cessna Citation, serie di Business jet in onore al grande campione.